# Tênis nos Jogos Olímpicos de Verão da Juventude de 2018
As competições de tênis nos Jogos Olímpicos de Verão da Juventude de 2018 ocorreram entre 7 e 14 de outubro em um total de cinco eventos. As competições aconteceram no Buenos Aires Lawn Tennis Club, localizado em Buenos Aires, Argentina.

## Calendário
| Outubro | 6 | 7 | 8 | 9 | 10 | 11 | 12 | 13 | 14 | 15 | 16 | 17 | 18 |
| ------- | - | - | - | - | -- | -- | -- | -- | -- | -- | -- | -- | -- |
| Tênis   |   |   |   |   |    |    |    | 2  | 3  |    |    |    |    |

|  | Dia de competição |  | Dia de final |

## Qualificação
Cada Comitê Olímpico Nacional (CON) pode inscrever um máximo de quatro atletas, dois por gênero. Como sede, Argentina recebeu duas vagas, uma por gênero caso não houvesse qualificados; e outros seis atletas, três por cada gênero foram convidados pela Comissão Tripartite.
As 56 vagas restantes foram distribuídas via ranking mundial juvenil, ranking profissional masculino e ranking profissional feminino em 16 de julho de 2018. As primeiras 12 vagas de cada gênero foram distribuídos para os primeiros no ranking mundial juvenil. As próximas 10 vagas por gênero foram para qualquer atleta elegível presente entre os 450 primeiros no ranking da ATP e entre as 200 primeiras no ranking da WTA. As vagas restantes foram distribuídas novamente tendo o ranking mundial juvenil como base. Até seis destas vagas por gênero foram para cada uma das seis associações regionais ainda não representadas. Cada vaga deixada em aberta foi preenchida pelo próximo atleta elegível via ranking mundial juvenil, independente da região.
Para ser elegível a participar da competição os atletas deviam ser nascidos entre 1º de janeiro de 2000 e 31 de dezembro de 2003. Para além disso, todos os atletas classificados estavam aptos a participar das duplas e duplas mistas.
Masculino
| Rankings                         | Data                 | Vagas totais | Qualificados |
| -------------------------------- | -------------------- | ------------ | --- |
| Ranking Mundial Juvenil da ITF   | 10 de agosto de 2018 | 21           | TPE Tseng Chun-hsin ARG Sebastián Báez COL Nicolás Mejía FRA Hugo Gaston BUL Adrian Andreev JPN Naoki Tajima ARG Facundo Díaz Acosta USA Tristan Boyer ESP Carlos López Montagud CHN Mu Tao ROU Filip Cristian Jianu TUR Yankı Erel ITA Lorenzo Musetti CZE Dalibor Svrčina USA Drew Baird FRA Clément Tabur SRB Marko Miladinović TPE Ray Ho CZE Ondřej Štyler BEL Arnaud Bovy BRA Gilbert Soares Klier Júnior |
| Vagas realocadas                 | 10 de agosto de 2018 | 4            | ESP Nicolás Álvarez Varona SUI Damien Wenger POL Daniel Michalski NED Jesper de Jong |
| Top 275 do ranking da ATP        | 10 de agosto de 2018 | 1            | GER Rudolf Molleker |
| Vaga regional da África          | 10 de agosto de 2018 | 1            | RSA Philip Henning |
| Vaga regional da América Central | 10 de agosto de 2018 | 1            | DOM Nick Hardt |
| Vaga regional da Oceania         | 10 de agosto de 2018 | 1            | AUS Rinky Hijikata |
| Convidados                       | 10 de agosto de 2018 | 3            | ARU Patrick Sydow BEN Delmas N'tcha BHR Ali Dawani |
| TOTAL                            |                      | 32           | |

Feminino
| Rankings                         | Data                 | Vagas totais | Qualificados |
| -------------------------------- | -------------------- | ------------ | --- |
| Ranking Mundial Juvenil da ITF   | 10 de agosto de 2018 | 21           | CHN Wang Xinyu TPE Liang En-shuo CHN Wang Xiyu USA Alexa Noel COL María Camila Osorio Serrano POL Iga Świątek LUX Eléonora Molinaro JPN Yuki Naito JPN Naho Sato ARG María Lourdes Carlé ITA Elisabetta Cocciaretto FRA Clara Burel TPE Joanna Garland USA Lea Ma UKR Viktoriia Dema UKR Margaryta Bilokin SUI Lulu Sun RUS Kamilla Rakhimova FRA Diane Parry BLR Viktoryia Kanapatskaya GEO Ana Makatsaria |
| Vagas realocadas                 | 10 de agosto de 2018 | 6            | LAT Daniela Vismane SLO Kaja Juvan RUS Oksana Selekhmeteva ROU Selma Ștefania Cadar IRL Georgia Drummy THA Thasaporn Naklo |
| Vaga regional da África          | 10 de agosto de 2018 | 1            | BDI Sada Nahimana |
| Vaga regional da América Central | 10 de agosto de 2018 | 1            | GUA María Gabriela Rivera Corado |
| Vaga regional da Oceania         | 10 de agosto de 2018 | 1            | NZL Valentina Ivanov |
| Convidados                       | 10 de agosto de 2018 | 2            | MLT Francesca Curmi LIE Sylvie Zünd |
| TOTAL                            |                      | 32           | |

## Medalhistas
Masculino
| Evento           | Ouro                                             | Prata                                                            | Bronze                                 |
| ---------------- | ------------------------------------------------ | ---------------------------------------------------------------- | -------------------------------------- |
| Simples detalhes | Hugo Gaston FRA França                           | Facundo Díaz Acosta ARG Argentina                                | Gilbert Soares Klier Júnior BRA Brasil |
| Duplas detalhes  | Sebastián Báez Facundo Díaz Acosta ARG Argentina | BUL Adrian Andreev AUS Rinky Hijikata MIX Equipes de CONs mistos | Hugo Gaston Clément Tabur FRA França   |

Feminino
| Evento           | Ouro                                                      | Prata                          | Bronze                                   |
| ---------------- | --------------------------------------------------------- | ------------------------------ | ---------------------------------------- |
| Simples detalhes | Kaja Juvan SLO Eslovênia                                  | Clara Burel FRA França         | María Camila Osorio Serrano COL Colômbia |
| Duplas detalhes  | SLO Kaja Juvan POL Iga Świątek MIX Equipes de CONs mistos | Yuki Naito Naho Sato JPN Japão | Wang Xinyu Wang Xiyu CHN China           |

Misto
| Evento          | Ouro                              | Prata                                                  | Bronze                             |
| --------------- | --------------------------------- | ------------------------------------------------------ | ---------------------------------- |
| Duplas detalhes | Yuki Naito Naoki Tajima JPN Japão | María Camila Osorio Serrano Nicolás Mejía COL Colômbia | Clara Burel Hugo Gaston FRA França |

## Quadro de medalhas
| Ordem | País                       | Medalha de ouro | Medalha de prata | Medalha de bronze |    |
| ----- | -------------------------- | --------------- | ---------------- | ----------------- | -- |
| 1     | FRA França                 | 1               | 1                | 2                 | 4  |
| 2     | ARG Argentina              | 1               | 1                |                   | 2  |
|       | JPN Japão                  | 1               | 1                |                   | 2  |
| –     | MIX Equipes de CONs mistos | 1               | 1                |                   | 2  |
| 4     | SLO Eslovênia              | 1               |                  |                   | 1  |
| 5     | COL Colômbia               |                 | 1                | 1                 | 2  |
| 6     | BRA Brasil                 |                 |                  | 1                 | 1  |
|       | CHN China                  |                 |                  | 1                 | 1  |
| TOTAL | TOTAL                      | 5               | 5                | 5                 | 15 |